# Stenocharta oviplaga
Stenocharta oviplaga är en fjärilsart som beskrevs av Rothschild 1915. Stenocharta oviplaga ingår i släktet Stenocharta och familjen mätare. Inga underarter finns listade i Catalogue of Life.